# 姫島七不思議
姫島七不思議（ひめしまななふしぎ）とは、大分県の姫島（東国東郡姫島村）に伝わる7つの伝承、及び、それらの伝承にちなむ7箇所の名所である。

## 概要
姫島は、『古事記』等に記された「国産み」神話で、伊邪那岐（イザナギ）・伊邪那美（イザナミ）の2神が、大八島の後に続けて産んだとされる6つの島のうち、4番目に産んだ女島であるとされる。また、『日本書紀』では、垂仁天皇の時代に、意富加羅国（おほからのくに。現在の韓国南部にあったと考えられている。）の王子の都怒我阿羅斯等（つぬがあらしと）が、白石から生まれた童女に求婚すると、美女は消え失せ、都怒我阿羅斯等が追いかけると日本に渡り、摂津及び姫島に至って比売語曽（ひめこそ）社の神となったとされる（姫島には比売語曽社が、また、大阪府東成区には比売許曽神社がそれぞれ現存している）。
姫島はこのように古代からの伝承に富んだ島であり、様々な伝承が島内の場所や事物に関連づけて語り継がれて生きた。そのうちの代表的なものが姫島七不思議であり、七不思議のうちの3つは比売語曽神にちなむものである。
江戸時代後期の文政・天保の頃（19世紀はじめ）に活躍した戯作者柳亭種彦が、姫島七不思議を読んだ短歌5首が残っていることから、姫島七不思議は遅くともこの頃には成立していたものと考えられる。島には柳亭種彦の短歌を刻んだ歌碑が建てられている。
姫島七不思議のうちの浮洲及び千人堂は、水産庁が2006年2月17日に発表した未来に残したい漁業漁村の歴史文化財産百選に選ばれている。

## 姫島七不思議の一覧

### 浮洲
浮洲（うきす）は、姫島の沖合にある小さな洲で、漁業の神として島の漁師の信仰を集める高倍様（たかべさま）が祀られている。高部様やその鳥居は、高潮や大時化に遭っても海水に浸かることがなく、この洲が海中に浮いているようであることから、浮洲と名付けられた。

### 千人堂

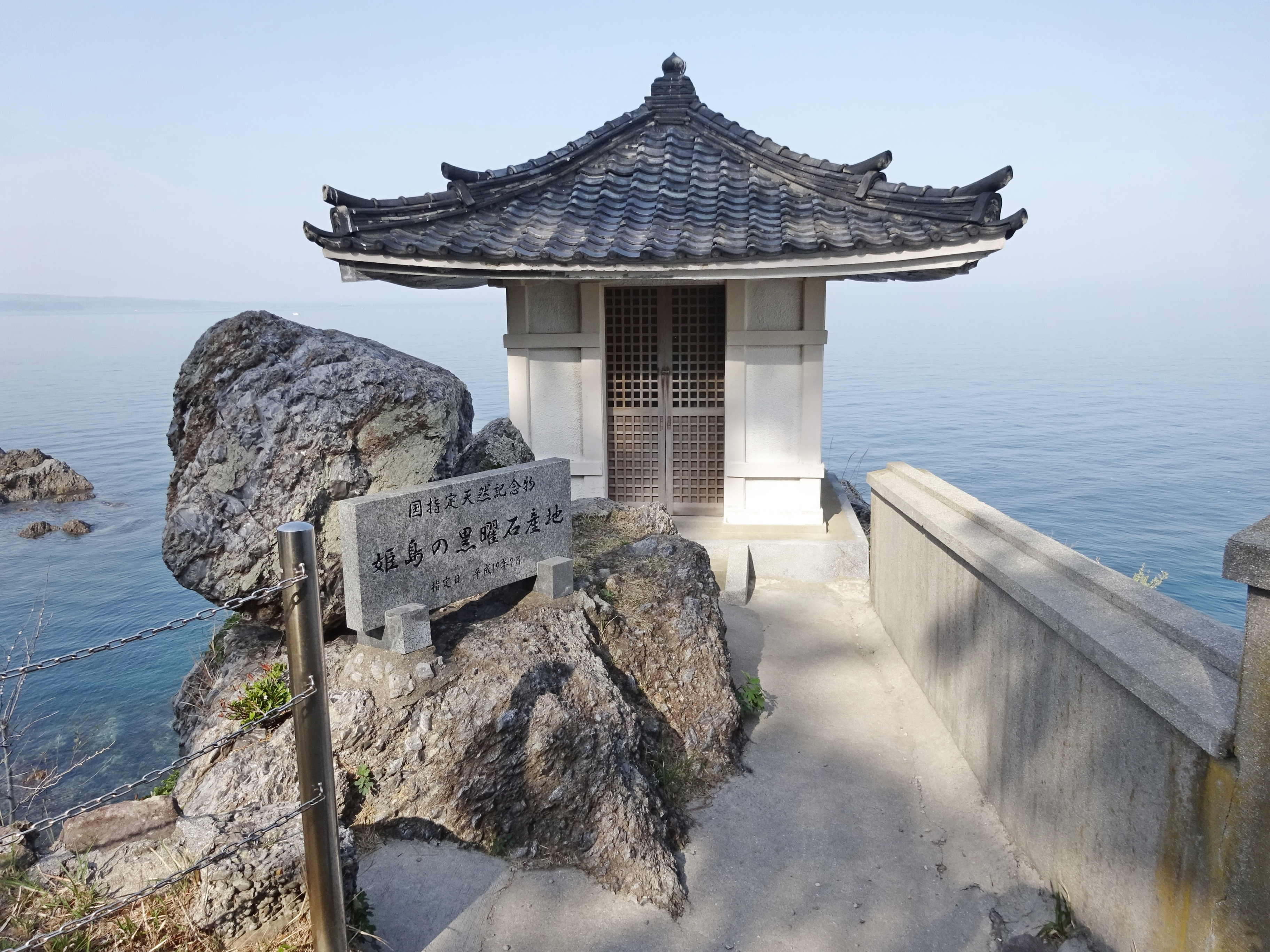
姫島の千人堂

千人堂（せんにんどう）は、島でも屈指の景勝地である観音崎にある小さなお堂で、1寸2分の黄金の馬頭観音像が祀られている。大晦日の晩に債鬼（借金取り）に追われた島民千人を匿ったとの伝説があり、大晦日の晩に千人堂に詣ると借金取りから逃れられると言い伝えられている。
千人堂は、山立て（陸上の特徴のある地点を目印として複数定め、それを頼りにして海上での船の位置を定める方法）で漁場で決める際の目印としても利用されている。
千人堂の下の断崖には、灰白色の黒曜石の層が露出している。この特徴ある灰色の黒曜石を材料とした石器は、中国地方や四国地方でも発掘されており、古代における交易の広がりを示している。姫島の黒曜石産地は2007年7月26日に国の天然記念物に指定されている。

### 逆柳
逆柳（さかさやなぎ）は、比売語曽姫が使った柳の楊枝を土中に逆さまに挿すと、そこから生えた柳であり、そのため枝が垂れていないと伝えられる。

### かねつけ石
かねつけ石（かねつけいし）は、別名をおはぐろ石ともいう。比売語曽姫がお歯黒をつけた場所であり、この石に猪口と筆を置いた跡が窪みになって残っているという。

### 浮田
浮田（うきた）は、昔は大蛇の夫婦が住んでいた池で、誤って大蛇もろとも池を埋め立てて田にしてしまったために、大蛇の怒りで田が浮いているように揺れるという。

### 阿弥陀牡蠣
阿弥陀牡蠣（あみだかき）は、島の東端にある姫島灯台の断崖下の船でしか行けない海蝕洞窟に群生するカキで、阿弥陀如来（一説には阿弥陀如来の耳）に似た形をしていることからこの名が付けられた。海水に浸かることがない高さに群生していて、食べると腹痛を起こすという。

### 拍子水

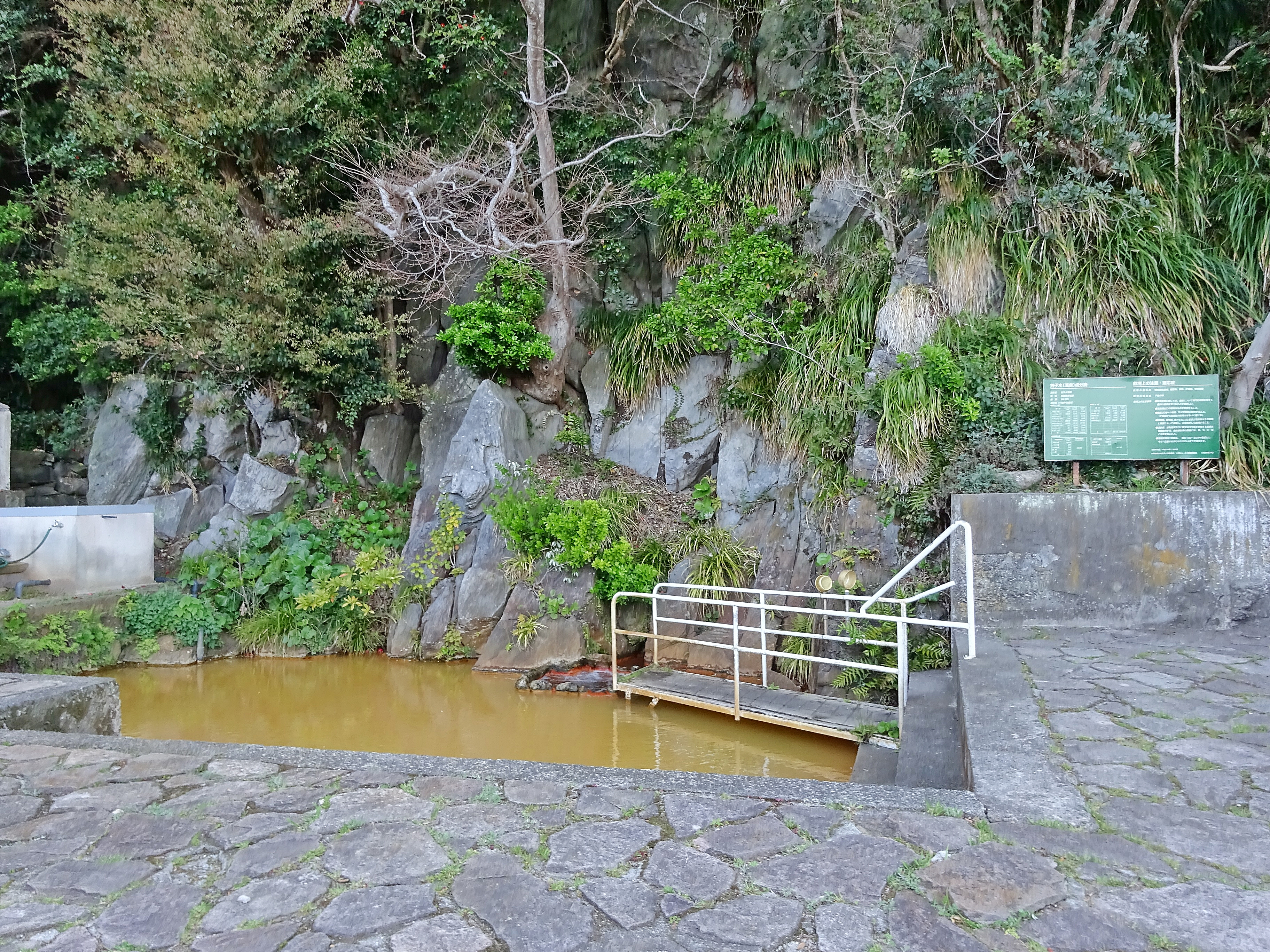
拍子水の源泉周囲

拍子水（ひょうしみず）は、別名をおはぐろ水ともいい、比売語曽姫がお歯黒をつけた後に口をすすぐ水がなかったので、手拍子を打って祈ったところ、岩の間から湧き出してきた水であると伝えられる。炭酸水素冷鉱泉で、現在は、この鉱泉を利用した健康管理センターが設けられて拍子水温泉と称しており、湧き出したままの23.6℃の冷泉とこれを沸かした湯に入ることができる。